# جوردن هيكس
جوردن هيكس (بالإنجليزية: Jordan Hicks)‏ هو لاعب كرة قدم أمريكية أمريكي، ولد في 27 يونيو 1992 في كولورادو سبرينغس في الولايات المتحدة.

## وصلات خارجية
- جوردن هيكس على موقع مرجع كرة القدم المحترفة.كوم (الإنجليزية)